# Informations Forlag
Informations Forlag var et dansk forlag.
I 2014 blev det fusioneret ind under A/S Information, virksomheden bag Dagbladet Information, som nu benytter navnet "Informations Forlag".
Forlaget udgiver især filosofibøger, politiske debatbøger og bøger om historie. Forlaget har udgivet oversættelser af bl.a. Jean Baudrillard, Denis Diderot, Francis Fukuyama, Al Gore, Einar Már Guðmundsson, Jürgen Habermas, Alex Haley, Michael Hardt, Martin Heidegger, Samuel P. Huntington, Antonio Negri, Barack Obama, Mitt Romney, Arthur Schopenhauer, Adam Smith, Günther Walraff og Fareed Zakaria.